# Station Dobre Miasto
Station Dobre Miasto was een spoorwegstation in de Poolse plaats Dobre Miasto.